# Guy III de Dampierre
Pour les articles homonymes, voir Guy de Dampierre (homonymie).
Guy III de Dampierre (né vers 1200, † vers 1275) est seigneur de Saint-Just au milieu du XIIIe siècle. Il est le fils de Guy II de Dampierre, seigneur de Dampierre, et de Mathilde Ire, dame de Bourbon.

## Biographie
À la mort de son père Guy II, alors que ses frères aînés Archambaud et Guillaume obtiennent les principales places fortes familiales de Bourbon, Dampierre, Saint-Dizier et Moëslains, Guy III hérite de la seigneurie de Saint-Just ainsi que divers autres biens en Champagne, dans le Nivernais et dans le Bourbonnais.
Peu après 1220, il a plusieurs différends avec le prieuré de Macheret, fondé par son grand-père Guillaume de Dampierre. Les moines en appelle au pape qui délègue le jugement à Herbert, chapelain, Géraud le Poitevin et Herbert de Varzy, chanoines de Paris. Quelques années plus tard, Guy, qui n'est pas d'accord avec le jugement qui lui impose des contraintes et qui est fâché contre les moines qui réclame contre lui l'excommunication, reprend par la force des biens. Ainsi, il entre armé dans le monastère avec une troupe de gens d'armes en plein jour, assomme le prieur et fait étrangler des moines avant de s'emparer de nombreux biens. A la demande des moines, il est excommunié par le pape Grégoire IX. A ce jugement, Guy reconnaît sa faute, se soumet avec humilité, remet dans le monastère des religieux du même ordre, et leur restitue tous leurs titres et tous leurs revenus, qu'il augmentera de nouveaux dons en 1237.
En 1226, il déclare à son frère Archambaud qu'il ne prétend rien à la châtellenie de Bourbon.
En 1232, il cautionne son frère Archambaud pour 1000 livres faisant partie de la dot de sa fille Marguerite de Bourbon qui épouse Thibaud IV de Champagne et qui devient reine consort de Navarre.
En 1240, il se rend caution des conventions matrimoniales de sa nièce Marie de Bourbon qui épouse Jean Ier, comte de Dreux et issu d'une branche cadette de la maison royale capétienne. En 1242, il déclare que si son neveu Archambaud n'observe pas les conventions du mariage de Jean de Dreux et de Marie, Thibaud IV de Champagne pourra saisir des gages sur lui et les livrer à Jean de Dreux.
En 1248, il est choisi comme l'un de ses exécuteurs testamentaires par son neveu Archambaud avant de partir pour la septième croisade. Ce dernier lui confie également la garde de la plus jeune de ses filles Agnès de Bourbon. A cet effet, sa veuve Yolande de Châtillon lui lègue 600 livres par son codicille en 1250.
En 1262, il assiste à l'hommage d'Isabeau de Sancerre, femme de Gautier II, sire de Vignory, fait au comte de Champagne pour le château de Vignory.
En tant que seigneur de Saint-Just , il est également pair de l’évêché de Troyes (également appelé baron de la crosse) et il doit probablement assister aux sacres des évêques de Troyes Robert en 1223, Nicolas de Brie en 1233 et Jean de Nanteuil en 1269.
En avril 1274, il fait don à l'abbaye de Hautefontaine d'une croix d'or fin garnie de saphirs et autres pierres précieuses avec un piédestal en argent.
En 1275, peu avant sa mort, Guy de Bourbon, doyen de Rouen et également son neveu, lui apporte une rente due par Agnès de Bourbon, peut-être en relation avec l'héritage de la seigneurie de Saint-Just.
À sa mort, la seigneurie de Saint-Just revient probablement à sa petite-nièce Béatrice de Bourgogne, fille d'Agnès de Bourbon et de Jean de Bourgogne, et donc petite-fille d'Archambaud IX de Bourbon et arrière-petite-fille d'Archambaud VIII de Bourbon, frère de Guy III de Dampierre. Ainsi, en 1281, Robert de France, comte de Clermont et époux de Béatrice de Bourgogne, rend hommage à l'évêque de Troyes pour la terre de Saint-Just qu'il tient du chef de sa femme, et qui constitue peut-être son douaire.
Guy sera inhumé au Monastère des cordeliers de Champaigue près de Souvigny dans un tombeau à son effigie revêtant l'habit des moines franciscains. Il serait décédé le 21 mars 1276.

## Mariage et enfants
Guy III de Dampierre n'a pas contracté d'union ni eu de postérité connue.